# Isländischer Fußballpokal der Männer 1965
Der isländische Fußballpokal 1965 war die sechste Austragung des isländischen Pokalwettbewerbs der Männer. Pokalsieger wurde Valur Reykjavík. Das Team setzte sich im Finale am 31. Oktober 1965 im Melavöllur von Reykjavík gegen ÍA Akranes durch. Für ÍA Akranes war es die dritte Finalniederlage in Folge und die vierte insgesamt.
Zum ersten Mal schied KR Reykjavík vorzeitig aus, nachdem der fünfmalige Pokalsieger im Viertelfinale gegen ÍBA Akureyri mit 0:2 unterlag.

## Modus
Die Begegnungen wurden in einem Spiel ausgetragen. Bei unentschiedenem Ausgang wurde das Spiel wiederholt.

## 1. Runde
Zwölf Mannschaften nahmen teil, davon sechs Reserveteams.
| Datum      |                     | Ergebnis |                      |
| ---------- | ------------------- | -------- | -------------------- |
| 31.07.1965 | þór Vestmannaeyja   | 3:2      | ÍB Keflavík B        |
| 07.08.1965 | FH Hafnarfjörður    | 3:2      | Haukar Hafnarfjörður |
| 08.08.1965 | ÍA Akranes B        | 0:4      | Fram Reykjavík B     |
| 08.08.1965 | KR Reykjavík B      | kampflos | ÍB Keflavík C        |
| 10.08.1965 | þróttur Reykjavík B | 0:8      | Týr Vestmannaeyja    |
| 11.08.1965 | þróttur Reykjavík   | 4:1      | Víkingur Reykjavík   |

## 2. Runde
Teilnehmer. Die fünf Sieger der 1. Runde, sowie Breiðablik Kópavogur und Valur Reykjavík B
| Datum      |                   | Ergebnis |                      |
| ---------- | ----------------- | -------- | -------------------- |
| 13.08.1965 | Valur Reykjavík B | 3:1      | Breiðablik Kópavogur |
| 21.08.1965 | þróttur Reykjavík | 3:1      | Týr Vestmannaeyja    |
| 28.08.1965 | KR Reykjavík B    | 2:1      | þór Vestmannaeyja    |
| 06.09.1965 | Fram Reykjavík B  | 1:2      | FH Hafnarfjörður     |

## 3. Runde
| Datum      |                  | Ergebnis |                   |
| ---------- | ---------------- | -------- | ----------------- |
| 05.09.1965 | KR Reykjavík B   | 6:1      | þróttur Reykjavík |
| 09.09.1965 | FH Hafnarfjörður | 4:3      | Valur Reykjavík B |

## Viertelfinale
Teilnehmer: Die zwei Sieger der 3. Runde und die sechs Teams der 1. deild 1965.
| Datum      |                | Ergebnis |                  |
| ---------- | -------------- | -------- | ---------------- |
| 12.09.1965 | ÍA Akranes     | 3:0      | FH Hafnarfjörður |
| 12.09.1965 | Fram Reykjavík | 0:1      | Valur Reykjavík  |
| 19.09.1965 | ÍBA Akureyri   | 2:0      | KR Reykjavík     |
| 10.10.1965 | ÍB Keflavík    | 2:1      | KR Reykjavík B   |

## Halbfinale
| Datum      |                 | Ergebnis |              |
| ---------- | --------------- | -------- | ------------ |
| 09.10.1965 | Valur Reykjavík | 3:2      | ÍBA Akureyri |
| 17.10.1965 | ÍA Akranes      | 1:1      | ÍB Keflavík  |

### Wiederholungsspiel
| Datum      |            | Ergebnis |             |
| ---------- | ---------- | -------- | ----------- |
| 23.10.1965 | ÍA Akranes | 2:0      | ÍB Keflavík |

## Finale
| Paarung  | Valur Reykjavík – ÍA Akranes |
| Ergebnis | 5:3 |
| Datum    | 31. Oktober 1965 |
| Stadion  | Melavöllur, Reykjavík |
| Tore     | Für Valur Reykjavík: Bergsveinn Alfonsson , Bergsteinn Magnusson , Ingvar Elisson, Hermann Gunnarsson Für ÍA Akranes: 0000Gudjon Guðmundsson , Skuli Hakonarsson , Björn Larusson |